# Платинадииттербий
Платинадииттербий — бинарное неорганическое соединение
платины и иттербия
с формулой PtYb2,
кристаллы.

## Получение
- Сплавление стехиометрических количеств чистых веществ:

{\displaystyle {\mathsf {Pt+2\,Yb\ {\xrightarrow {965^{o}C}}\ PtYb_{2}}}}

## Физические свойства
Платинадииттербий образует кристаллы
ромбической сингонии,
пространственная группа P nma,
параметры ячейки a = 0,7614 нм, b = 0,4400 нм, c = 0,8957 нм, Z = 4,
структура типа силицида дикобальта Co2Si
.
Соединение образуется по перитектической реакции при температуре 965 °C .